# 쇼린촌
쇼린촌(일본어: 松林村)은 일본 가나가와현의 중남부 고자군에 속했던 촌이다. 

## 지리
현재의 지가사키시 중부에 해당한다.

## 역사
- 1889년 4월 1일 - 정촌제 시행에 의해 고자군 쇼린촌이 성립하였다.
- 1908년 2월 - 가나가와현 및 고자군의 강력한 요청에 따라 마쓰하야시촌, 지가사키촌, 쓰루가미네촌과 합병 결의안을 내놓았다.
- 1908년 5월 26일 - 동년 7월 1일에, 지가사키촌 및  마쓰하야시촌, 쓰루가미네촌과 합병해 지가사키정을 신설하는 가나가와현 고시가 발표되었다. 
  - 현지사는 새로운 정사무소 위치를 지가사키촌 이지마 2356번지로 지정했지만 이곳은 3개의 촌을 합병안을 내놓은 뒤 의회에서 부결된 장소이기도 하다. 3개의 촌에서 합의한 새로운 정사무소 위치인 지가사키촌 우메다(지가사키촌사무소 소재지)로의 설치가  배제되자 3개의 촌들은 반발했다. 마쓰바야시촌 마을회에서는 합병 중단 결의가 이루어졌지만, 현은 합병 예정일을 10월로 연기하였고 합병을 강행하였다.
- 1908년 6월 27일 - 현에서 합병 시행일을 10월 1일로 변경하였다.
- 1908년 10월 1일 - 마쓰하야시촌, 지가사키촌, 쓰루가미네촌과 합병해  지가사키시가 성립하여, 쇼린촌은 소멸하였다.

## 교통

### 철도
- 일본국유철도 (→ 동일본 여객철도)
  - 도카이도 본선

### 도로
- 국도 제2호선 구 도카이도, 현재의 국도 제1호선

## 참고 문헌
- 角川日本地名大辞典編纂委員会,『角川日本地名大辞典 神奈川県』1984, 角川書店